# Mai 1938

## Événements
- 1er mai : 
  - Inauguration de la Bourse du Travail de Bordeaux.
  - Le parti allemand des Sudètes provoque des émeutes en Tchécoslovaquie.

- 4 mai : 
  - O Sensei Jigoro Kano, le fondateur du Judo, meurt à l'âge de 77 ans alors qu'il rentrait de France.
  - Le Vatican reconnaît le gouvernement nationaliste de Franco en Espagne.

- 7 mai : la France et le Royaume-Uni interviennent à Berlin pour trouver une solution à la crise des Sudètes.[réf. nécessaire]

- 9 mai : Hitler propose à Mussolini une alliance militaire.

- 11 mai
  - Brésil : les intégralistes (extrême droite) tentent de prendre le pouvoir par la force mais échouent. Leur leader Plínio Salgado doit s’exiler et son mouvement est démantelé.
  - Construction du canal Rhin-Danube.

- 12 mai : 
  - Le laboratoire « Sandoz » à Bâle (Suisse) synthétise le LSD (Lyserge Saüre Diäthylamid) dont les propriétés hallucinogènes ne seront découvertes qu'en 1943.
  - Maxim Litvinov déclare à Georges Bonnet que l’Union soviétique est prête à secourir la Tchécoslovaquie si la Pologne ou la Roumanie lui ouvrent leurs frontières.

- 14 mai : 
  - La Suisse obtient le statut de pays neutre.
  - Gouvernement Béla Imrédy en Hongrie (fin en 1939). Il tente sans succès de se dégager de l’étreinte du Reich.

- 15 mai : Grand Prix automobile de Tripoli.

- 21 mai : mobilisation partielle tchécoslovaque.

- 23 mai : le Royaume-Uni assure la France de son soutien en cas d’attaque allemande mais refuse de soutenir la Tchécoslovaquie au risque d’engager une guerre mondiale.

- 25 mai : à Alicante le bombardement du Marché Central par l'aviation italienne cause la mort de 313 personnes.

- 26 mai : le chancelier Adolf Hitler inaugure l’usine Volkswagen qui produit la nouvelle voiture du peuple, qui aura un succès mondial la « Coccinelle ».

- 28 mai : Hitler ordonne la construction de la ligne Siegfried le long de la frontière occidentale de l’Allemagne.

## Naissances en mai 1938
- 3 mai : Agnaldo Rayol, chanteur et acteur brésilien († 4 novembre 2024).
- 5 mai :
  - Jerzy Skolimowski, réalisateur, comédien, poète, scénariste et peintre polonais.
  - Barbara Wagner, patineuse artistique canadienne.
- 6 mai : Ernesto Ferrero, écrivain italien († 31 octobre 2023).
- 8 mai : 
  - Pierre Claverie, évêque catholique français, évêque d'Oran (Algérie) († 1er août 1996).
  - Jean Obeid, journaliste et politicien libanais († 8 février 2021).
- 9 mai : Charles Simic, poète, critique littéraire, traducteur, universitaire américain d'origine serbe († 9 janvier 2023).
- 10 mai : Marina Vlady, actrice de cinéma française.
- 12 mai : Aïaz Mutalibov, homme d'État azerbaïdjanais († 27 mars 2022).
- 13 mai : Buck Taylor, acteur américain.
- 15 mai : Mireille Darc, actrice de cinéma française.
- 17 mai : Stuart Smith (en), chef du Parti libéral de l'Ontario.
- 19 mai : Herbie Flowers, bassiste britannique († 5 septembre 2024).
- 20 mai : Giora Epstein, militaire israélien († 19 juillet 2025).
- 24 mai : Tommy Chong, acteur et musicien.
- 25 mai : Guy Chevalier, évêque catholique français, évêque de Taiohae (Îles Marquises).
- 26 mai : Michel Ciment, écrivain et critique de cinéma français († 13 novembre 2023).
- 28 mai : Jerry West, champion de basket-ball, américain († 12 juin 2024).
- 29 mai : Pierre Rabhi, essayiste, agriculteur bio, romancier, écologiste et poète français († 4 décembre 2021).

## Décès en mai 1938
- 4 mai : Jigoro Kano, fondateur du Judo (° 28 octobre 1860).

- 6 mai : Victor Cavendish, gouverneur général du Canada.
- 7 mai : Bernard Saint-Jours, douanier, historien et géographe français.
- 9 mai : Antonio Fuentes, matador espagnol (° 15 mars 1869).
- 12 mai : Alexandre Iacovleff, peintre russe (° 25 juin 1887).